# 쉬즈 올 댓
《쉬즈 올 댓》(영어: She's All That)은 1999년 공개된 미국의 청춘 로맨틱 코미디 영화이다. 로버트 이스코브가 연출하였으며, 프레디 프린즈 주니어, 레이철 리 쿡, 매슈 릴러드, 폴 워커 등이 출연하였다. 조지 버나드 쇼의 희극 "피그말리온"(1913)과 조지 큐커의 영화 《마이 페어 레이디》(1964)를 현대판으로 각색하였다. 인기 있는 여자친구에게 차인 남자 주인공은 실연의 상처를 극복하는 과정에서 학내의 그 어떤 여자애라도 자신이 인기인으로 만들 수 있다고 호언장담하다가 이를 두고 친구와 내기를 걸게 된다.
이 영화는 개브리엘 유니언의 영화 데뷔작이다.
평론가들로부터 엇갈린 평가를 받았으나 1990년대에 개봉한 십대 영화 중 가장 큰 인기를 모은 작품 중 하나가 되었다.
2021년 8월 27일 성별을 반전한 리메이크 영화 《히즈 올 댓》이 넷플릭스에서 공개되었다.

## 줄거리
남부 캘리포니아 고등학교 학내 중심 인물인 잭은 봄방학이 끝난 뒤 여자친구 테일러가 리얼리티 방송 스타 브록과 바람을 피웠다는 사실을 알게 된다.
테일러에게 차인 잭이 학내의 그 어떤 여자애라도 테일러를 쉽게 대신할 수 있다고 허세를 부리자 친구 딘은 이에 동의하지 않는다. 테일러는 프롬 퀸으로 뽑힐 것이 기정사실화된 학내 최고의 인기인이기 때문이다.
이에 딘이 고르는 여자애 한 명을 잭이 6주 안에 프롬 퀸으로 탈바꿈시키는 내기가 성립된다. 딘은 인기가 없고 행동거지가 어색한 괴짜 예술가 지망생 레이니를 잭의 과제 대상으로 고르는데...

## 출연
- 프레디 프린즈 주니어 - 재커리 "잭" 사일러 역
- 레이철 리 쿡 - 레이니 보그스 역
- 매슈 릴러드 - 브록 허드슨 역
- 폴 워커 - 딘 샘프슨 주니어 역
- 조디 린 오키프 - 테일러 본 역
- 케빈 폴랙 - 웨인 보그스 역
- 키런 컬킨 - 사이먼 보그스 역
- 엘든 헨슨 - 제시 잭슨 역
- 어셔 레이먼드 - 학교 방송 디제이 역
- 킴벌리 "릴 킴" 존스 - 앨릭스 체이슨 소여 역
- 데비 모건 - 루소 씨 역
- 팀 매서슨 - 할런 사일러 역
- 애나 패퀸 - 매켄지 "맥" 사일러 역
- 개브리엘 유니언 - 캐터리나 "케이티" 달링슨 역
- 둘레이 힐 - 프레스턴 역
- 태머라 멜로 - 챈들러 역
- 클리아 듀발 - 미스티 역
- 플렉스 알렉산더 - 커딤 역
- 퍼트리샤 샤보노 - 로이스 사일러 역
- 크리스 오언 - 데릭 펑크하우저 러틀리 역
- 알렉시스 아켓 - 미치 역
- 마이클 밀호언 - 스티클리 교장 역
- 마일로 벤티밀리아 - 축구 선수 역
- 브랜던 마이클 스미스 - JV 클리닝 직원 역
- 세라 미셸 겔러 - 카페테리아의 여자애 역 (크레디트 미기재)
- 버네사 리 체스터

## 제작

### 섭외
남주인공 잭 사일러 역으로 고려된 배우 중엔 조시 하트넷이 있다. 여주인공 레이니 보그스 역 물망에 올랐던 배우 명단에는 미나 서바리, 릴리 소비에스키, 조대나 브루스터가 포함되어 있다.

## 우리말 녹음
KBS 성우진 (2004년 9월 19일)
- 구자형 - 잭 사일러(프레디 프린즈 주니어)
- 배정미 - 레이니(레이철 리 쿡)
- 주유랑 - 테일러 본(조디 린 오키프)
- 한호웅 - 딘(폴 워커)
- 성완경 - 브록(매슈 릴러드)
- 김소형 - 프레스턴
- 오세홍 - 아빠
- 원호섭 - 제시(엘든 헨슨)
- 오수경 - 미스티(클리아 듀발)
- 김은아 - 매켄지 사일러(애나 패퀸)
- 송덕희 - 사이먼(키런 컬킨)
- 임은정 - 엄마
- 조진숙 - 미술 선생님
- 장승길 - 교장 선생님
- 임미진 - 친구
- 김승태 - 디제이(어셔 레이먼드)